# Antonio Manciolino
Antonio Manciolino (dates inconnues) est un maître d'armes italien qui a exercé ses talents dans la ville de Bologne, en Italie du Nord, durant le XVIe siècle. En 1531, il a publié un traité d'escrime, Opera Nova, dont la date de publication en fait le premier traité de la tradition de l'escrime bolonaise (si l'on exclut les traités perdus ou non datables avec certitude).

## Biographie
On ne sait rien sur la vie de cet homme, et tout n'est que conjecture. La dédicace de son traité semble indiquer qu'il était attaché à la cour du duc "Don Luisi de Cordoba", donc Luis Fernández de Córdoba (1480-1526). Ce dernier a donc probablement été l'élève et le mécène de Manciolino.
Étant donné qu'Achille Marozzo, élève du grand maître bolonais Guido Antonio di Luca, a lui-même publié son traité en 1536, il est raisonnable de penser que Manciolino et Marozzo se connaissaient et partageaient le même maître.

## Le traitéOpera Nova
Les exemplaires qui sont parvenus jusqu'à nous sont une seconde édition "corrigée et révisée" publiée à Venise en 1531. La première édition n'a pas été retrouvée. Comme indiqué plus haut, le traité était dédié à Luis Fernández de Córdoba (1480-1526), la dédicace indiquant de plus que le duc était orateur d'Adrien VI. Or, ce dernier ne fut pape que du 9 janvier 1522 au 14 septembre 1523, ce qui donne une fourchette pour la date probable de publication de ladite première édition.
Le titre exact est Opera Nova per Imparare a Combattere, & Schermire d'ogni forte Armi, tandis que la première page indique le titre Di Antonio Manciolino Opera Nova, ove li sono tutti li documenti & vantaggi che si pono havere nel mestier de l'armi d'ogni sorte novamente corretta & stampata.
Le traité, de 63 pages, est structuré de la manière suivante : une introduction, puis six "livres" (en réalité, des chapitres).
L'introduction donne des conseils généraux sur l'escrime et des détails sur la vie dans une salle d'armes. De manière particulièrement intéressante et fondamentale pour l'histoire de l'escrime, l'introduction décrit une convention d'escrime pour des assauts courtois en salle, ainsi que des règles pour donner des points : il s'agit d'une des premières traces aussi explicites dans la littérature traitant de l'escrime comme un sport. L'introduction donne également une nomenclature des coups et des gardes (dont dix sont explicitement décrites). On peut se référer à l'article sur l'escrime bolonaise pour une discussion plus approfondie de celles-ci. Un manuscrit anonyme et non daté, le MS Ravenna 345,, dans son introduction, a de nombreuses similitudes avec l'introduction de Manciolino.
Les livres proprement dits sont:
- Livre un : épée et bocle, sous la forme d'une liste exhaustive de coups et parades pouvant être effectués depuis chacune des dix gardes données à l'introduction
- Livre deux : épée et bocle, sous la forme d'assalti, c'est-à-dire des combats fictifs décrits en détail pour illustrer le livre précédent (voir l'article Escrime bolonaise pour une discussion de ce concept), chaque assalto débutant et terminant par une suite d'actions d'embellissement (abellimento)
- Livre trois : épée et bocle, en combat rapproché
- Livre quatre : épée et bouclier, combat à deux épées, combat à épée seule
- Livre cinq : épée et cape, épée et dague
- Livre six : armes d'hast : pertuisane et rondache, vouge